# Microvalgus bursariae
Microvalgus bursariae är en skalbaggsart som beskrevs av Lea 1914. Microvalgus bursariae ingår i släktet Microvalgus och familjen Cetoniidae. Inga underarter finns listade i Catalogue of Life.